# Plano Real
Der Plano Real (portugiesisch) war ein Satz von Maßnahmen, die getroffen wurden, um die brasilianische Wirtschaft Anfang 1994 zu stabilisieren, unter der Leitung von Fernando Henrique Cardoso als Finanzminister, während der Präsidentschaft von Itamar Franco.  
Seine Architekten waren unter vielen anderen Pérsio Arida, André Lara Resende, Edmar Bacha, Gustavo Franco, Pedro Malan, Winston Fritsch und Francisco Pinto.  
Wirtschafts-Akademikern zufolge war eine der Ursachen der Inflation in Brasilien das Phänomen der Trägheitsinflation. Die Preise wurden täglich angepasst auf Basis von Preisindizes und dem Wechselkursverhältnis der lokalen Währung zum US-Dollar. Plano Real schuf dann eine Rechnungswährung, den Unidade Real de Valor (URV), dessen Wert auf ungefähr 1 US-Dollar festgesetzt wurde. Alle Preise wurden in zwei Währungen angegeben, Cruzeiro Real und URV, aber Zahlungen durften ausschließlich in Cruzeiros Reais ausgeführt werden. Preise, die in URV angegeben wurden, änderten sich nicht, während ihre Gegenstücke in Cruzeiros Reais jeden Tag nominell zunahmen.  
Der Plano Real gründete seine Handlungen auf einer Analyse der Hauptursache der Inflation in Brasilien nach der Militärdiktatur, welche schlussfolgerte, dass es sowohl ein Problem mit der Haushaltspolitik als auch mit starker, weitverbreiteter Trägheitsinflation gab.  
Der Plano Real beabsichtigte, den Nominalwert der Landeswährung, nach einer Reihe von gescheiterten Plänen, die Inflation zu stabilisieren. Er schuf den Unidade Real de Valor ("wirkliche Werteinheit"), welcher als ein Schlüssel-Schritt zur Implementierung der aktuellen Währung, des Real, diente.  
Der Plano Real führte am 1. Juli 1994 eine neue Währung ein, den Real, als Teil eines breiteren Plans, die brasilianische Wirtschaft zu stabilisieren. Der kurzlebige Cruzeiro Real wurde in diesem Prozess ausgetauscht.  
Der Real gewann anfangs an Wert gegenüber dem US-Dollar als Folge des großen Kapitalzustroms Ende 1994 und 1995. Dann begann ein allmählicher Wertminderungsprozess, der in der brasilianischen Währungskrise vom Januar 1999 kulminierte, als der Real eine Maximal-Abwertung erlitt und stark schwankte. Dieser Periode eines quasi-festen Wechselkurses (1994–1999) folgend wurde eine inflationsbekämpfende Politik vom neuen Zentralbank-Präsidenten Arminio Fraga eingeführt, was praktisch bedeutete, dass die Periode des festen Wechselkurses zu Ende war. Aber die Währung war nie wirklich frei, genauer beschrieben war sie eine kontrollierte oder "schmutzige" fließende Währung (engl. "dirty float") mit häufigen Eingriffen der Zentralbank, um ihren Dollarwechselkurs zu manipulieren. 
Der Plano Real wurde auch von einem starken Fokus auf dem Management der Zahlungsbilanz charakterisiert, zuerst durch das Setzen des Real auf einen sehr hohen Wert relativ zum US-Dollar, und später (Ende 1998) durch eine scharfe Erhöhung der inländischen Zinssätze, um einen positiven Zustrom von Auslandskapital zu den Rentenmärkten in Landeswährung aufrechtzuerhalten, um die brasilianischen Ausgaben zu finanzieren.  
Der Plano Real übernahm teilweise Verfahren und Ideen des Washington Consensus.  